# Кузьмін Юрій Ігорович
Юрій Ігорович Кузьмін (17 травня 1969, Київ) — український зоолог і паразитолог, фахівець з нематод, перш за все паразитів амфібій і рептилій, доктор біологічних наук (2014), провідний науковий співробітник відділу паразитології Інституту зоології НАН України. Автор понад 80 наукових праць, переважна більшість з яких опублікована у провідних міжнародних журналах. Станом на 2024 рік має одні з найвищих наукометричних показників серед зоологів України: індекс Гірша 14 у Scopus (833 цитування, 66 документів) і 18 у Google Scholar (1246 цитувань). Описав близько 39 нових для науки видів і один новий рід нематод (станом на 2024).

## Життєпис
У 1993 році закінчив кафедру зоології біологічного факультету Київського університету. Того ж року поступив до аспірантури в Інститут зоології імені І. І. Шмальгаузена НАН України, після закінчення якої залишився працювати у цій установі. У 1996 році захистив кандидатську дисертацію на тему «Нематоди родини Rhabdiasidae палеарктичної фауни» під керівництвом В. П. Шарпила. У 2014 році захистив докторську дисертацію на тему «Нематоди родини Rhabdiasidae: видовий склад, філогенія, систематика, еволюція».

## Описані таксони
Rhabdiasidae
- Kurilonema browni Kuzmin & Tkach, 2011
- Rhabdias africanus Kuzmin, 2001
- Rhabdias alabialis Kuzmin, Tkach & Brooks, 2007
- Rhabdias ambystomae Kuzmin, Tkach & Snyder, 2001
- Rhabdias aramis Kuzmin, du Preez, Nel & Svitin, 2022
- Rhabdias athos Kuzmin, du Preez, Nel & Svitin, 2022
- Rhabdias aurorae Kuzmin, Svitin, Guderyahn & Tkach, 2024
- Rhabdias bakeri Tkach, Kuzmin & Pulis, 2006
- Rhabdias blommersiae Kuzmin, Junker, du Preez & Bain, 2013
- Rhabdias conni Kuzmin, Svitin, McAllister & Tkach, 2024
- Rhabdias delangei Kuzmin, Svitin, Harnoster & du Preez, 2020
- Rhabdias engelbrechti Kuzmin, Halajian, Tavakol, Luus-Powell & Tkach, 2017
- Rhabdias galactonoti Kuzmin, Melo, Silva Filho & Santos, 2016
- Rhabdias glaurungi Willkens, Rebêlo, Santos, Furtado, Vilela, Tkach, Kuzmin & Melo, 2020
- Rhabdias japalurae Kuzmin, 2003
- Rhabdias kongmonthaensis Kuzmin, Tkach & Vaughan, 2005
- Rhabdias mcguirei Tkach, Kuzmin & Brown, 2011
- Rhabdias odilebaini Kuzmin, Tkach & Bush, 2012
- Rhabdias pearsoni Kuzmin & Tkach, 2008
- Rhabdias porthos Kuzmin, du Preez, Nel & Svitin, 2022
- Rhabdias pseudosphaerocephala Kuzmin, Tkach & Brooks, 2007
- Rhabdias stenocephala Kuzmin, Melo, Silva Filho & Santos, 2016
- Rhabdias tarichae Kuzmin, Tkach & Snyder, 2003
- Rhabdias vibakari Kuzmin, 1996
- Serpentirhabdias Tkach, Kuzmin & Snyder, 2014 (рід)
- Serpentirhabdias atracti Kuzmin, Melo & Santos, 2014
- Serpentirhabdias atroxi Kuzmin, Giese, Melo, Costa, Maschio & Santos, 2016
- Serpentirhabdias mamlambo Kuzmin, du Preez & Svitin, 2021
- Serpentirhabdias moi Machado, Kuzmin, Tkach, Santos, Gonçalves & Melo, 2018
- Serpentirhabdias mussuranae Kuzmin, Tkach & Melo, 2020

Camallanidae
- Camallanus tuckeri Kuzmin, Tkach, Snyder & Maier, 2009
- Camallanus sprenti Kuzmin, Tkach, Snyder & Bell, 2011
- Camallanus beveridgei Kuzmin, Tkach, Snyder & Bell, 2011

Amphibiophilidae
- Amphibiophilus bialatus Svitin, Kuzmin, Harnoster & du Preez, 2020

Diaphanocephalidae
- Kalicephalus burseyi Kuzmin, Tkach, Kinsella & Bush, 2013

Cosmocercidae
- Cosmocerca goroensis Svitin, Kuzmin, Harnoster, Nel & du Preez, 2023

Kathlaniidae
- Krefftascaris sharpiloi Tkach, Kuzmin & Snyder, 2010

Onchocercidae
- Neofoleyellides martini Kuzmin, Netherlands, du Preez & Svitin, 2021
- Neofoleyellides steyni Kuzmin, Netherlands, du Preez & Svitin, 2021

Ancylostomatidae
- Uncinaria lyonsi Kuzmina & Kuzmin, 2015